# Carnsore Point
Carnsore Point (iriska: Carn tSóir) är en udde i Wexford på Irland.
Carnsore Point är känt för att vara den föreslagna platsen för Nuclear Energy Boards kärnkraftverk som skulle byggas under 1970-talet. Planen var att kraftverket skulle tillverka elektricitet till Electricity Supply Board.
Förslaget dök upp år 1968 och det var den irländska regeringen som föreslog platsen för kärnkraftverket efter den stora oljekrisen som inträffade 1973. 
En rad flera gratiskonserter hölls vid platsen år 1978 och 1979. Namnen på konserterna var Get To The Point och Back To The Point. Konserterna fick igenom sitt budskap, det blev inget kärnkraftverk på platsen och folk ifrån hela Irland började bry sig om situatioenn.
Ironiskt nog är idag Carnsore Point platsen för ett av Irlands första vindkraftverk, drivna av ett dotterbolag till ESB.